# Wedensee
Der Wedensee, ein Grabensee, ist in eine Grundmoränenlandschaft eingebettet. Er besitzt eine Fläche von rund acht Hektar und liegt im Gemeindegebiet Klein Vielen in Mecklenburg-Vorpommern.

## Beschreibung
Der Wedensee (in Dokumenten des 18. Jahrhunderts auch „Wehden See“) ist als Blänk einer Torfwanne ausgebildet. Die durchschnittliche Wassertiefe beträgt rund 1 m, der Wasserspiegel liegt bei 52,5 m ü NHN. Die ursprüngliche Wasserfläche und -tiefe ist heute wesentlich reduziert, was wohl der Meliorierung der umliegenden landwirtschaftlichen Flächen zuzuschreiben ist. Die langgezogene Wasserfläche war ehemals etwa 900 m lang und 210 m breit. Die Uferhänge steigen im Südosten und Nordwesten um 25 m an. In einer Karte von 1757 ist eine Verlandung des Sees nicht dargestellt. Seit dem Jahr 2000 ist der Wedensee Teil des Europäischen Vogelschutzgebietes „Wald- und Seenlandschaft Lieps-Serrahn“. Am nordöstlichen Seeende liegt ein meist trockener Graben, der entgegen der Fließrichtung des Oberflächenwassers bis zu einem höher gelegenen kleinen Teich führt, dem historischen Teufelsbruch oder Teufelsbrück. Zwei südwestlich gelegene Abflussgräben zwischen den historischen Wehrwällen zum Klein Vielener See wurden in der Vergangenheit mit Stauwehren reguliert.

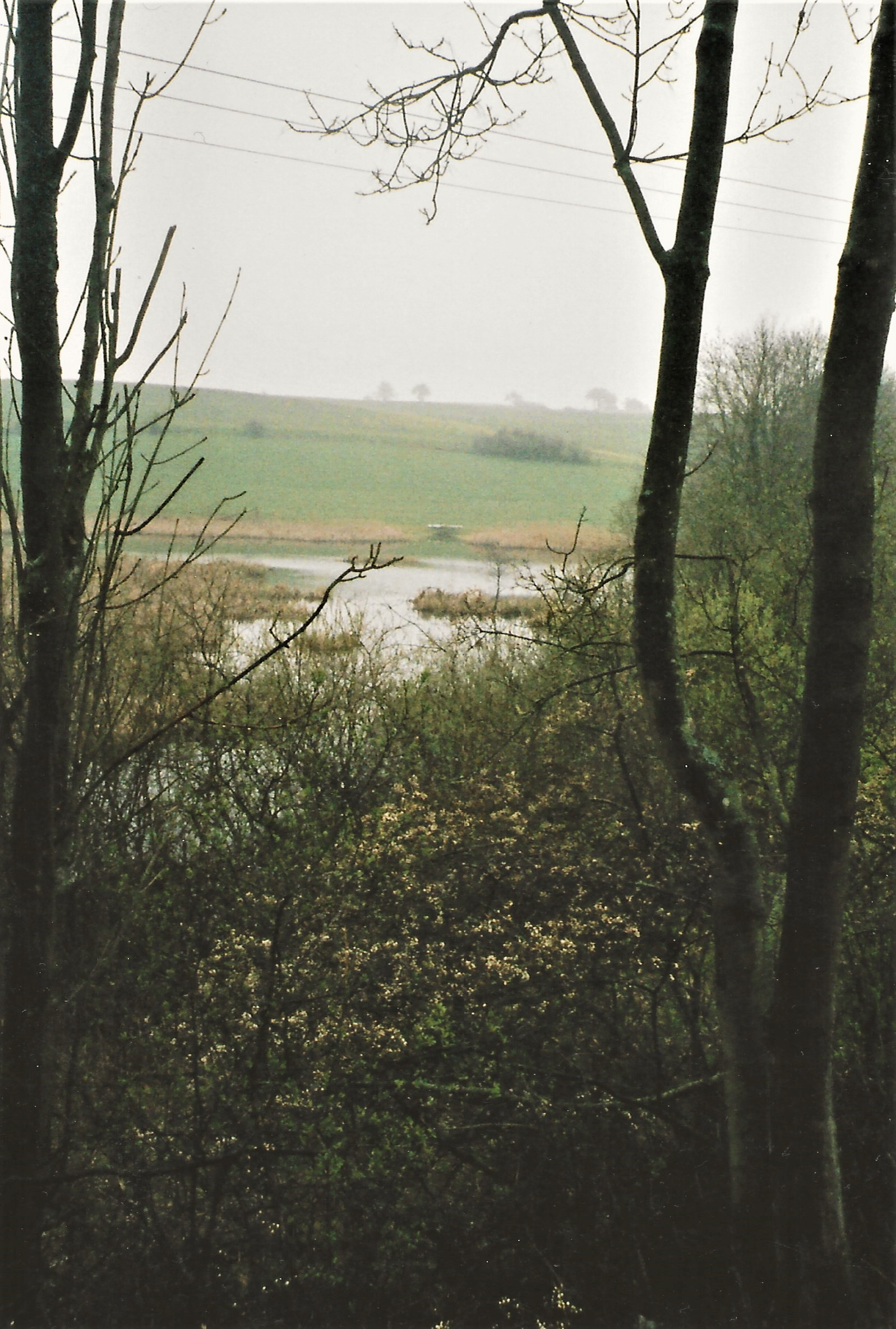
Blick zum Südufer
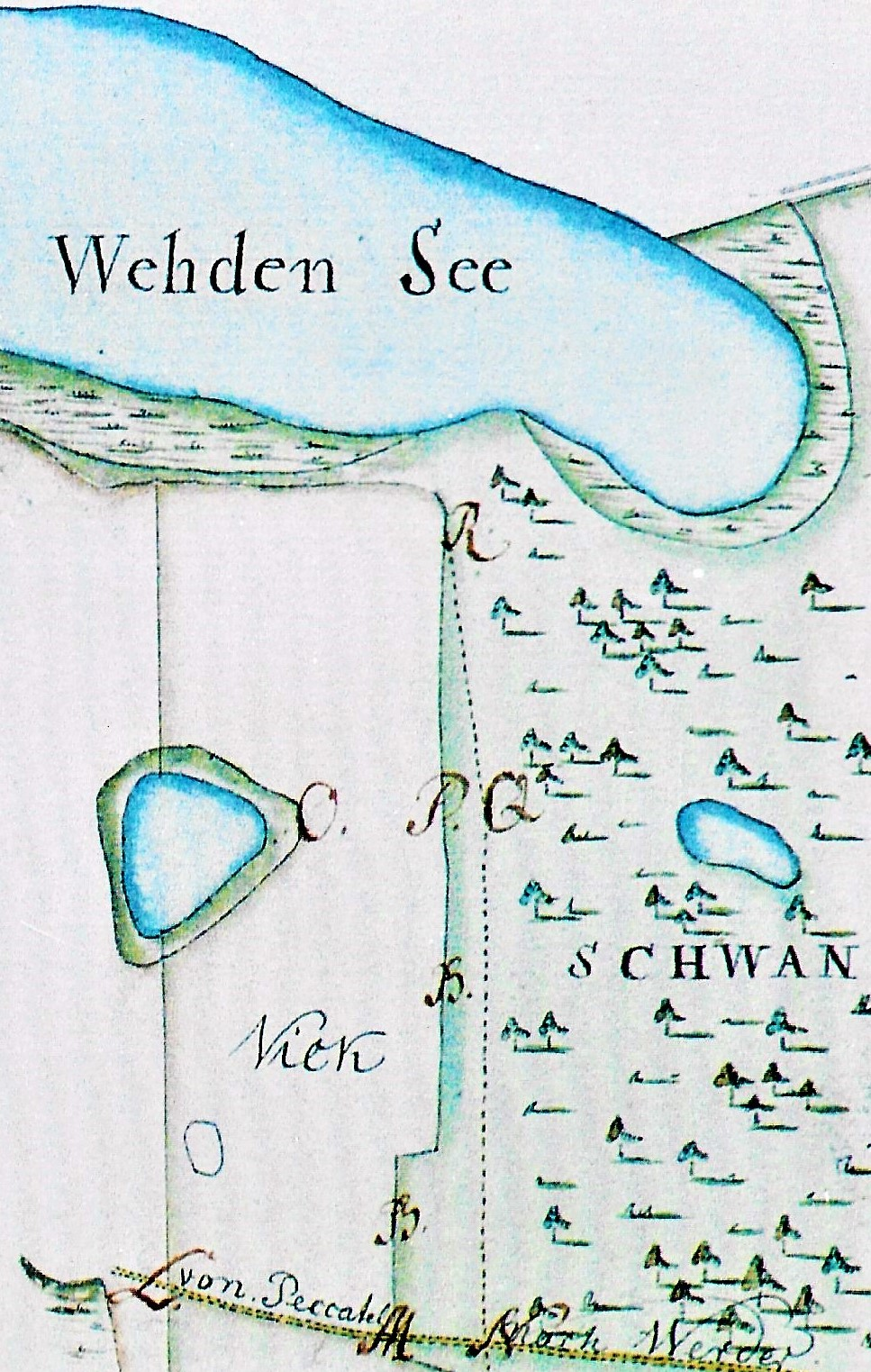
Wehden See 1766, Zeichnung zu einem Grenzstreit
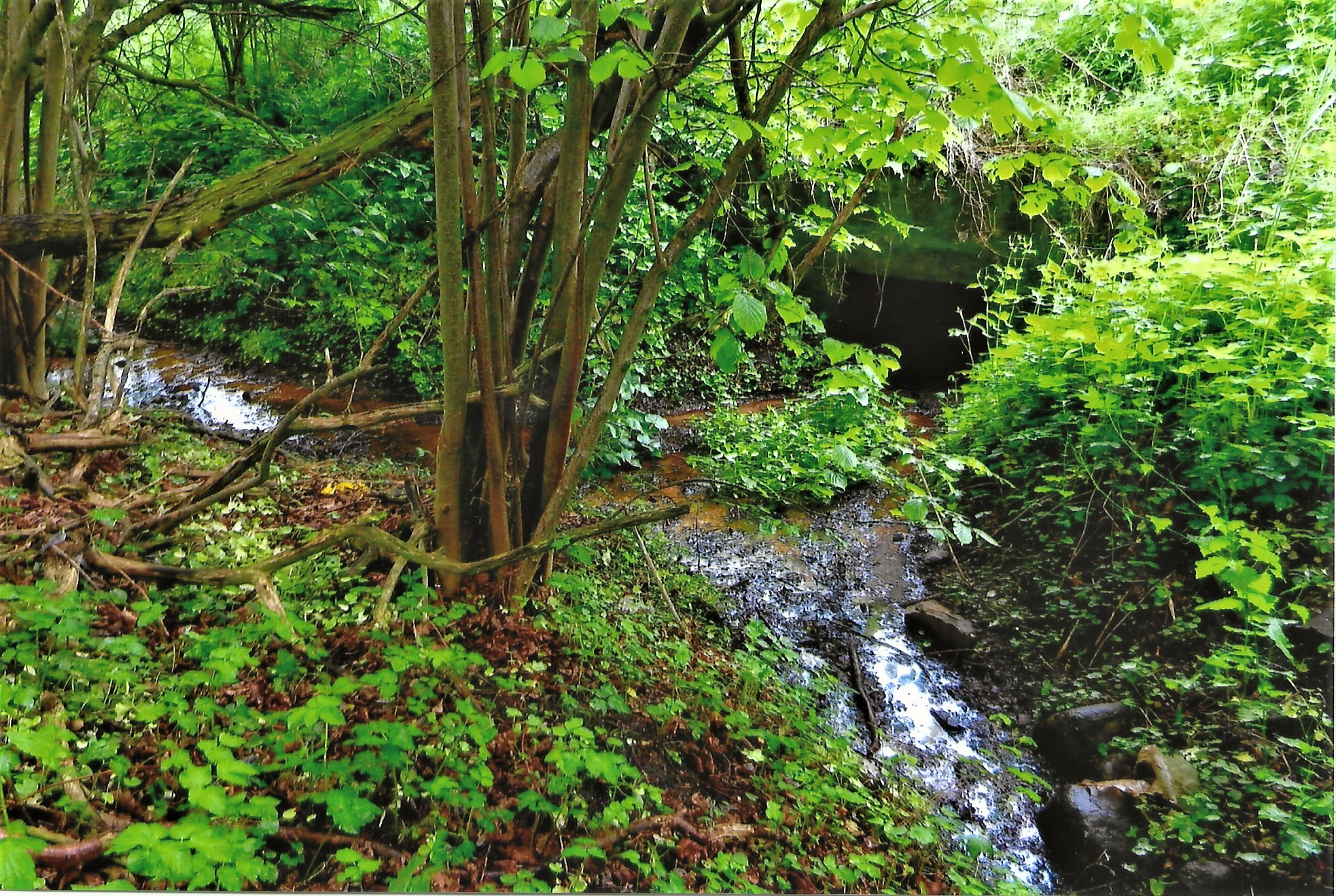
Wedenseebäche an der ehemaligen Wehdenfurt, Bundesstraße 193
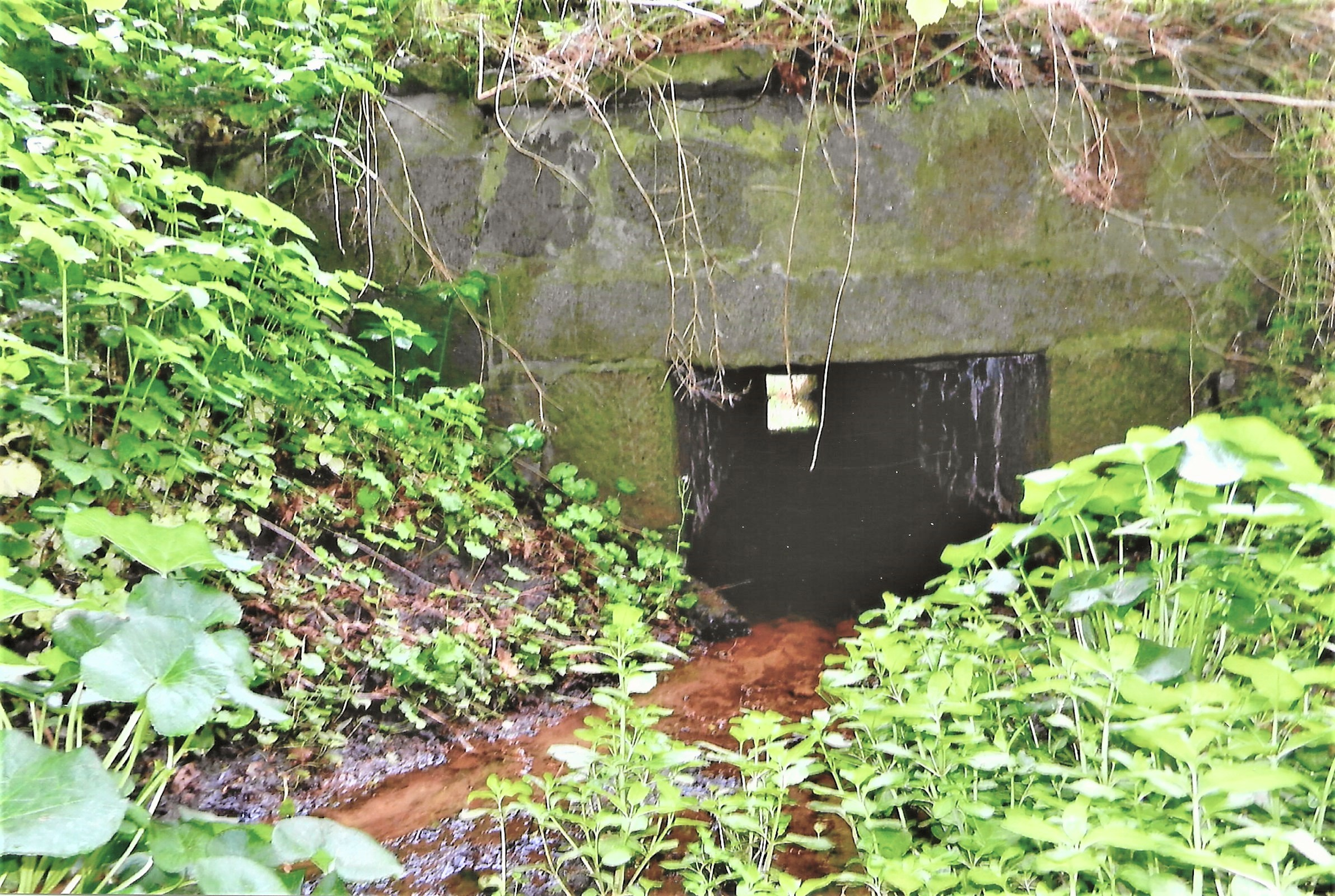
Wedenseeablauf unter B 193 hindurch zum Klein Vielener See
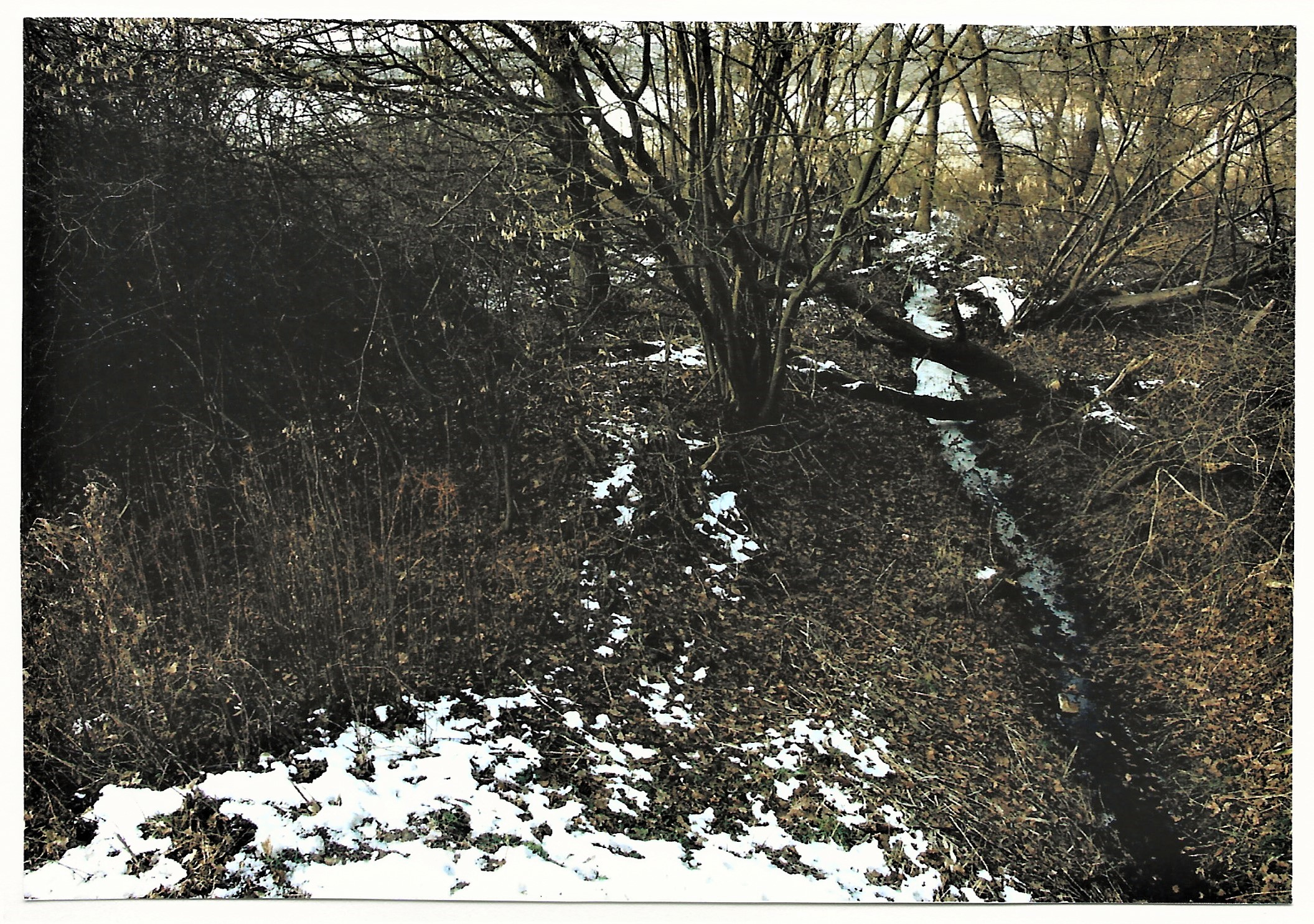
Abflussgraben an der ehem. Wehdenfurt in den Klein Vielener See

## Slawische Landwehrwälle und -gräben am Wedensee
Im Süden der Stadtmarkung von Penzlin befindet sich zwischen dem Klein Vielener See und Prillwitz die Isern Purt (Eiserne Pforte), eine slawische Landhemme mit Wasserhindernissen wie Seen, Mooren, Wällen und Wassergräben. Diese Wehranlage war eine Grenzbefestigung, die unter Ausnutzung der natürlichen Hindernisse, so des Wedensees, des kleinen Stadtsees und des Rosenholzes, nach Prillwitz eine wehrhafte Grenze darstellte, eine Völkerscheide vor dem Eingang in das altberühmte Land der Retharier. Eine alte Karte zeigt den mittelalterlichen Wasserstand und -lauf, und man sieht zwischen Wedensee und dem Kleinen Stadtsee den Flurnamen „Teufelsbruch“. An beiden Enden des langgestreckten Wedensees ist die Anlage eines Bodendenkmales mit etwa 2 bis 3 m hohen Erdwällen erhalten. Der Wasserstand in den Bächen konnte von alters her reguliert werden. Zwischen dem Wedensee und dem Klein Vielener See sind im nördlichen Verbindungsgraben mit einer Bohlenwand und behauenen Feldsteinen Fragmente eines Sperrwehrs zu sehen.

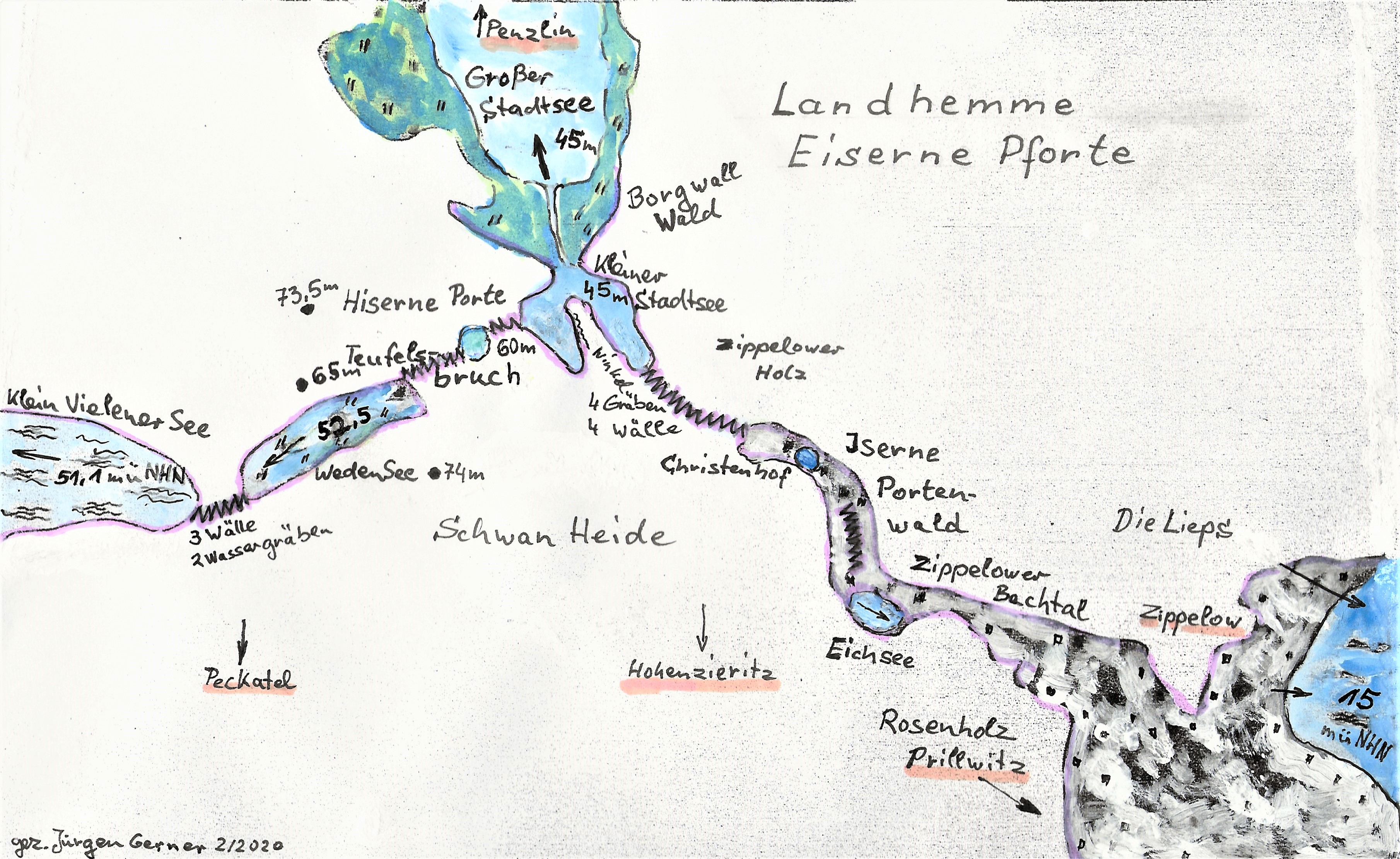
Gesamtansicht der Landhemme „Eiserne Pforte“
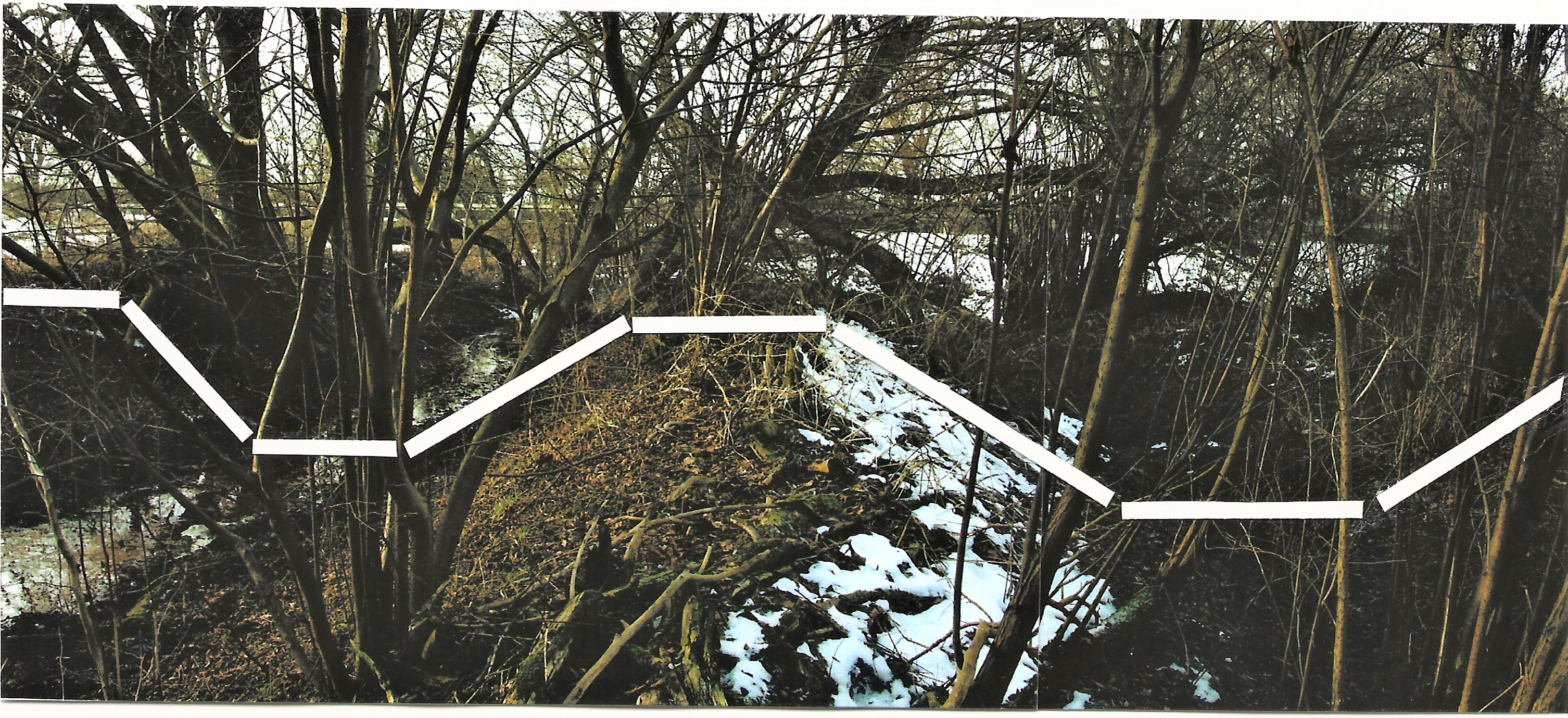
Wedensee, drei Wälle und Doppelwassergräben zwischen Wedensee und Klein Vielener See
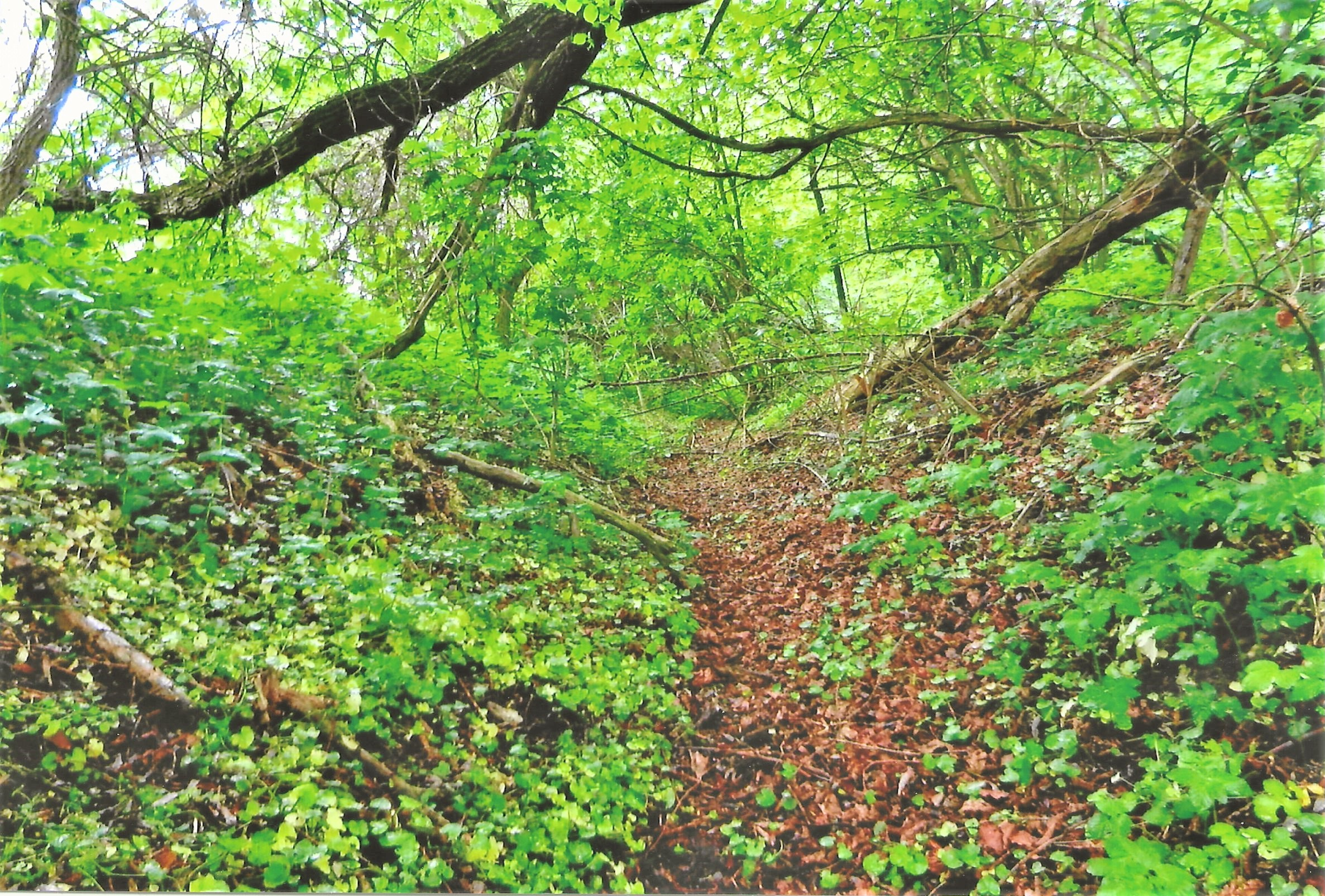
Doppelwall der Landhemme zwischen Wedensee und Teufelsbrück oder Teufelsbruch
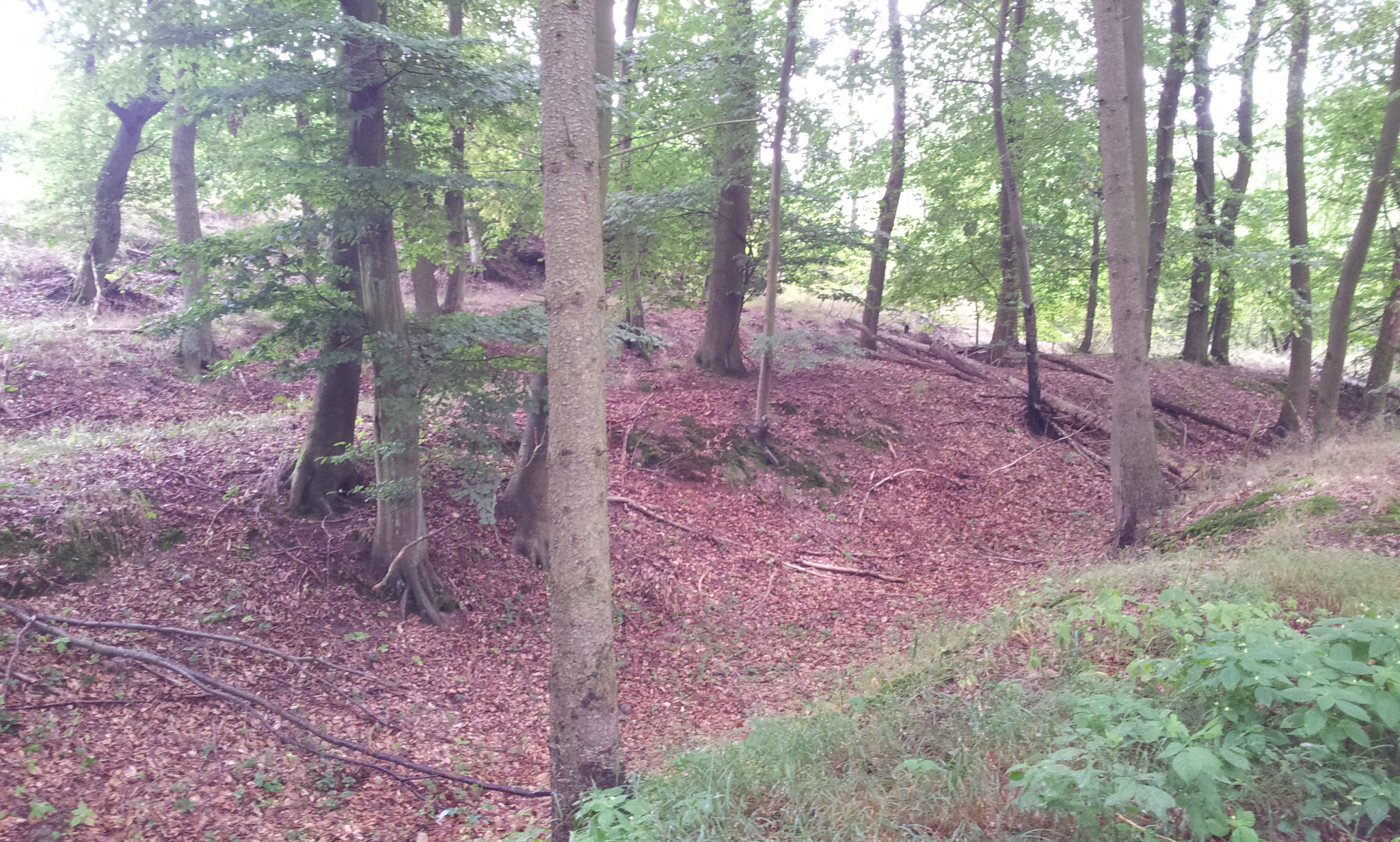
Vier Wälle zwischen Kleinem Stadtsee und dem Eichsee / Zippelower Bachtal

## Wege- und Straßenführungen am Wedensee
Im Mittelalter musste man die Landhemme am Ende des Penzliner Kleinen Stadtsees passieren, wahrscheinlich über die Eiserne Pforte. Ein zweiter Weg führte aus der Schwanenheide von Peckatel Richtung Penzlin über die Engstelle Teufelsbruch, an der die Wallanlage unterbrochen war. Durch diese Engstelle hindurch flohen im 12. Jahrhundert die Radegastpriester und Bewohner des antiken Rethra vor dem Invasionsheer Heinrichs des Löwen. Der Slawenfürst Wernike rettete sich und seine Truppen durch die Eiserne Pforte in seine Burg am rechten Ufer des Großen Penzliner Stadtsees.
Mit dem Bau der heutigen Straße von Penzlin nach Peckatel (B 193) ab 1855 wurden im Penzliner Zipfel zwei Bachgräben zu einem Bachgraben zusammengeführt und unter der Straße hindurch gelegt. Die Wälle, die wohl bis zum Klein Vielener See führten, wurden wahrscheinlich eingeebnet. Der Ausschnitt aus der historischen Karte des Forstingenieurs Johann Christoph Dreüecke aus dem Jahr 1790 zeigt im Gebiet der Eisernen Pforte eine vorherige Wegeführung der festen Straße von Penzlin nach Peckatel. Hier, an der Überführung der Straße über den Bach hinweg, befand sich die sogenannte Wehdenfurt. In den wiebekingschen Karten von 1786 sind auch Häuser und Gärten an der Passage über die Bäche und Wälle der ehemaligen Landhemme eingezeichnet. An dieser strategisch mautfähigen Stelle waren Mitglieder der Peckateler Dorfschulzenfamilie Wehden ansässig, deren Namen der See trägt. (Ab dem 15. Jahrhundert werden Mitglieder der Familie Wehden / Weden / Wäden als Schulzen von Peckatel urkundlich erwähnt.)

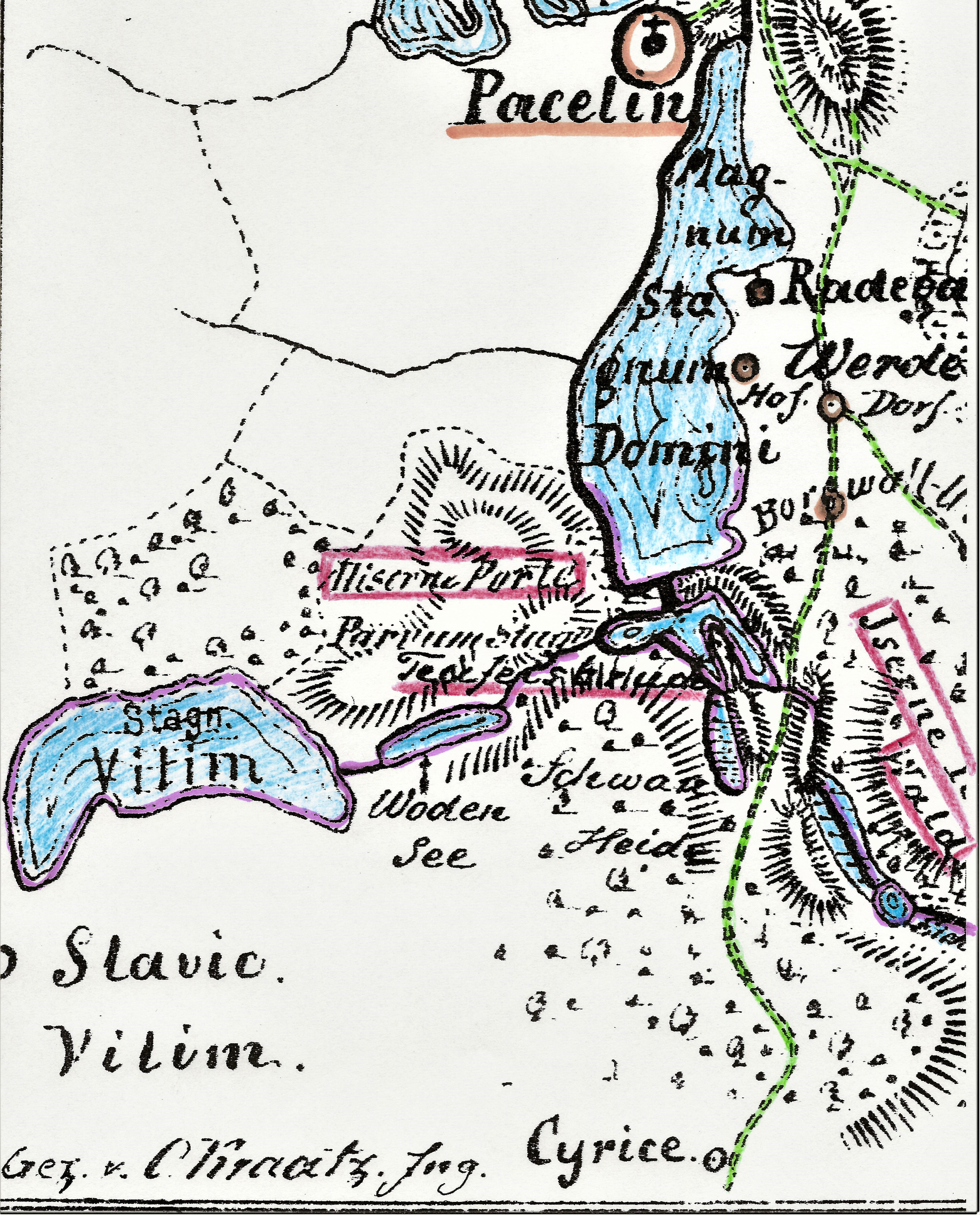
Passage im Mittelalter durch die Eiserne Pforte südlich des Kleinen Stadtsees
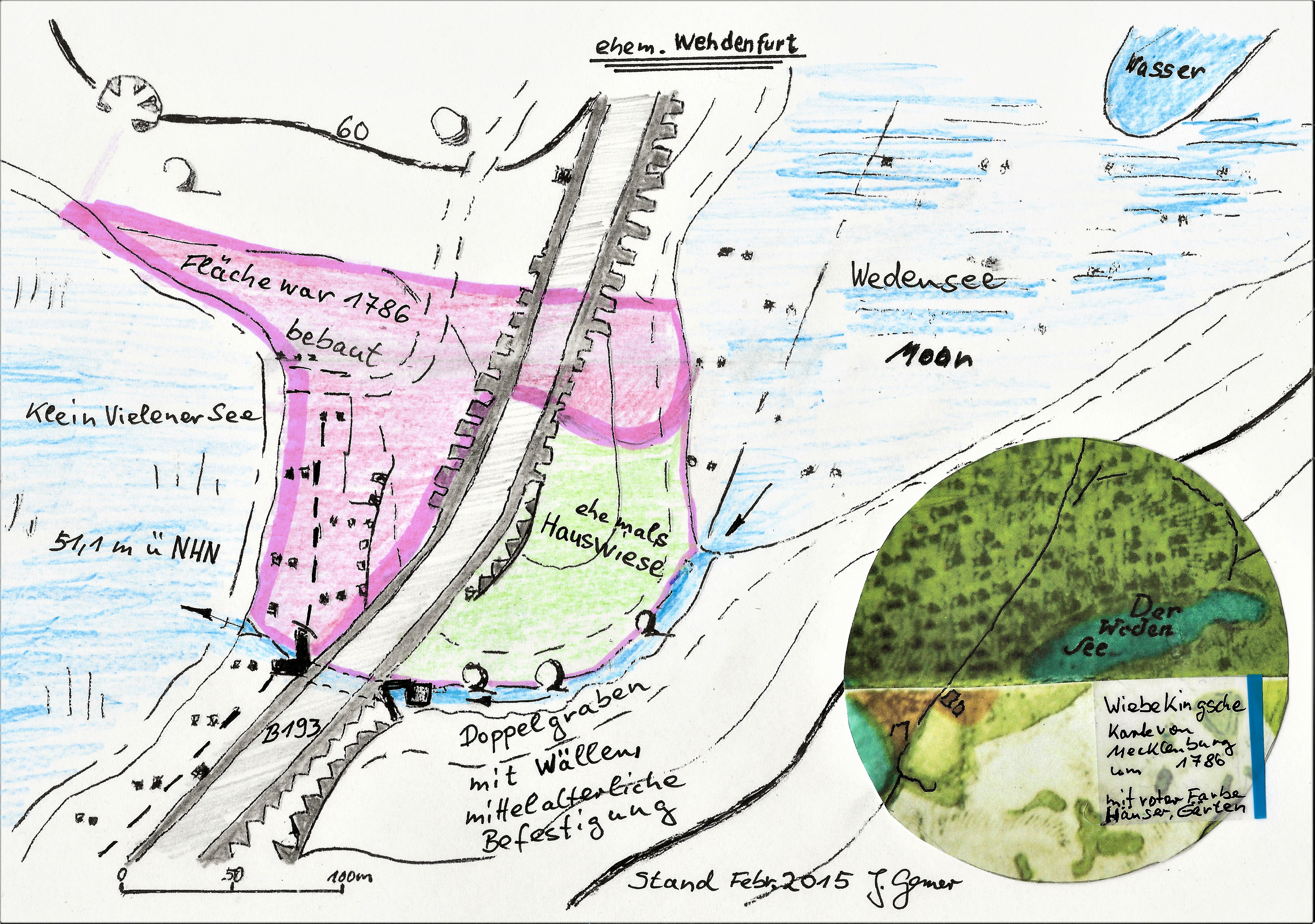
Wehdenfurt, 1786 Bau einer Landstraße (B 193) im Penzliner Zipfel am Wedensee
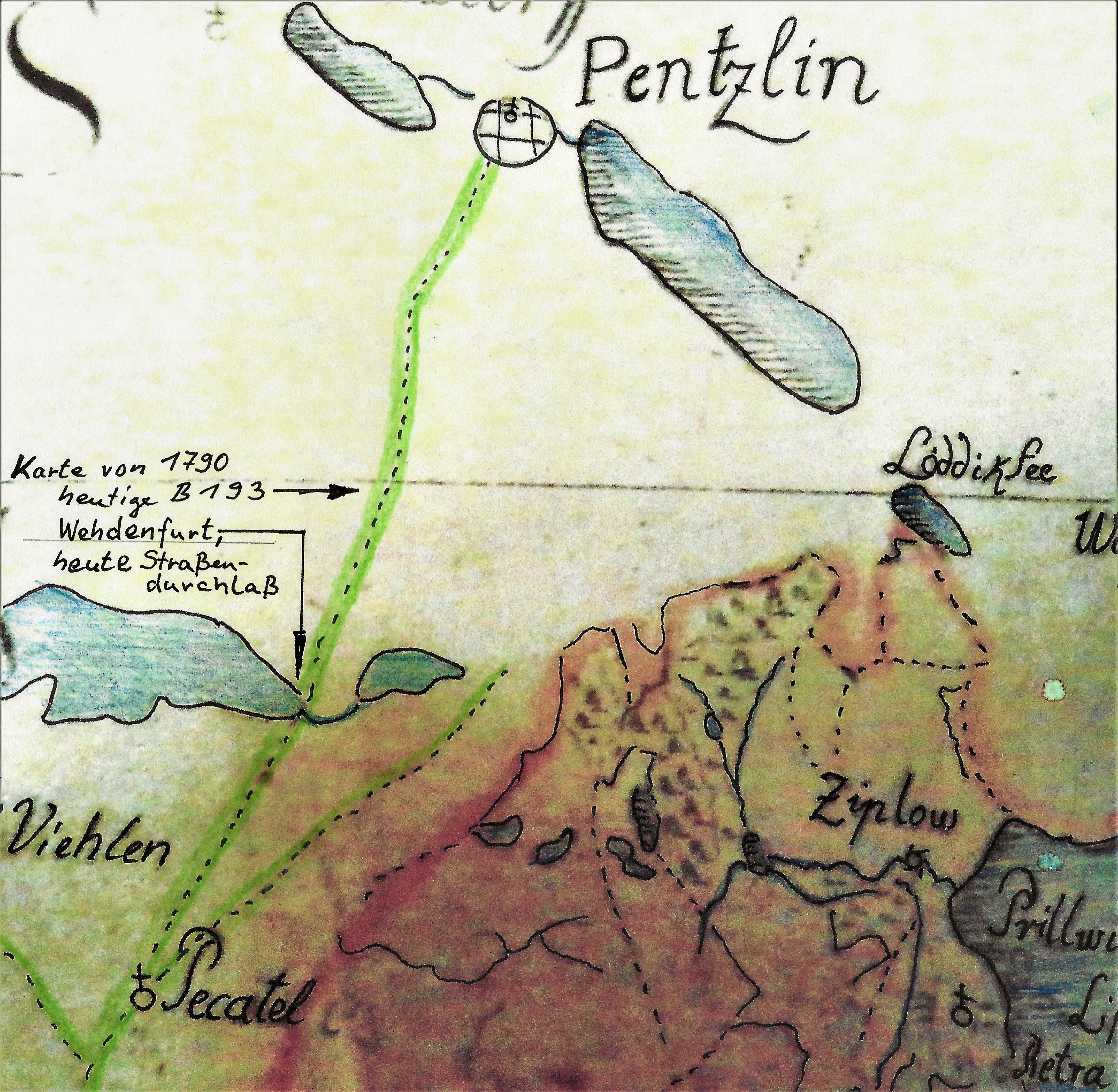
1786 neu angelegte Straßentrasse Penzlin-Peckatel, Kartenausschnitt Mecklenburg Strelitz 1790